# R10 (Jordanien)
Die Route 10 ist eine Fernstraße in Jordanien. Die Straße ist die nördlichste Ost-West-Route des Landes, von der Route 65 über Irbid bis an die Grenze zum Irak. Die Route 10 ist 350 Kilometer lang.

## Straßenbeschreibung
Die Route 10 beginnt in der Nähe der Grenze zu Israel auf der 65. Es gibt keine Verbindung zur Grenze von Israel. Die Straße hat vier Fahrspuren und führt nach Osten zur Stadt Irbid, durch hügliche Gegend mit einer länge von ca. 25 km. In diesem Teil von Jordanien wird Landwirtschaft betrieben und es gibt einige Dörfer entlang der Strecke. Die Straße führt mitten durch die Stadt Irbid, wo sie die 35 kreuzt. Östlich von Irbid ist die Straße weiterhin als vierspurig gebaut und überquert südlich von Ramtha die 25 über ein kleeblattförmiges Kreuz. Die Straße führt dann weiter südostwärts durch trockene Gebiete mit wenig Landwirtschaft, die dann allmählich in eine Wüste übergehen. Bei al-Mafraq überqueren sie die wichtige Straße 15, ein weiteres kleeblattförmiges Kreuz. Hier endet der vierspurige Ausbau.
Weiter östlich der Straße befinden sich keine Orte mehr entlang der Route 10 und die Straße verläuft parallel zur Grenze mit Syrien, sie führt allmählich in die arabische Wüste. Etwa auf halbem Weg zwischen Irbid und der irakischen Grenze erfolgt die Verbindung mit der 5. Die Wüste ist im ersten Teil felsiger Natur und später sandiger mit kleinen Anhöhen. Die letzten 200 Kilometer durch das östliche Jordanien verläuft die Strecke meist gerade durch die Wüste. Bis zur Grenze zum Irak führt die Straße durch unbewohntes Gebiet. Auf der irakischen Seite geht eine Autobahn ostwärts nach Bagdad weiter.

## Geschichte

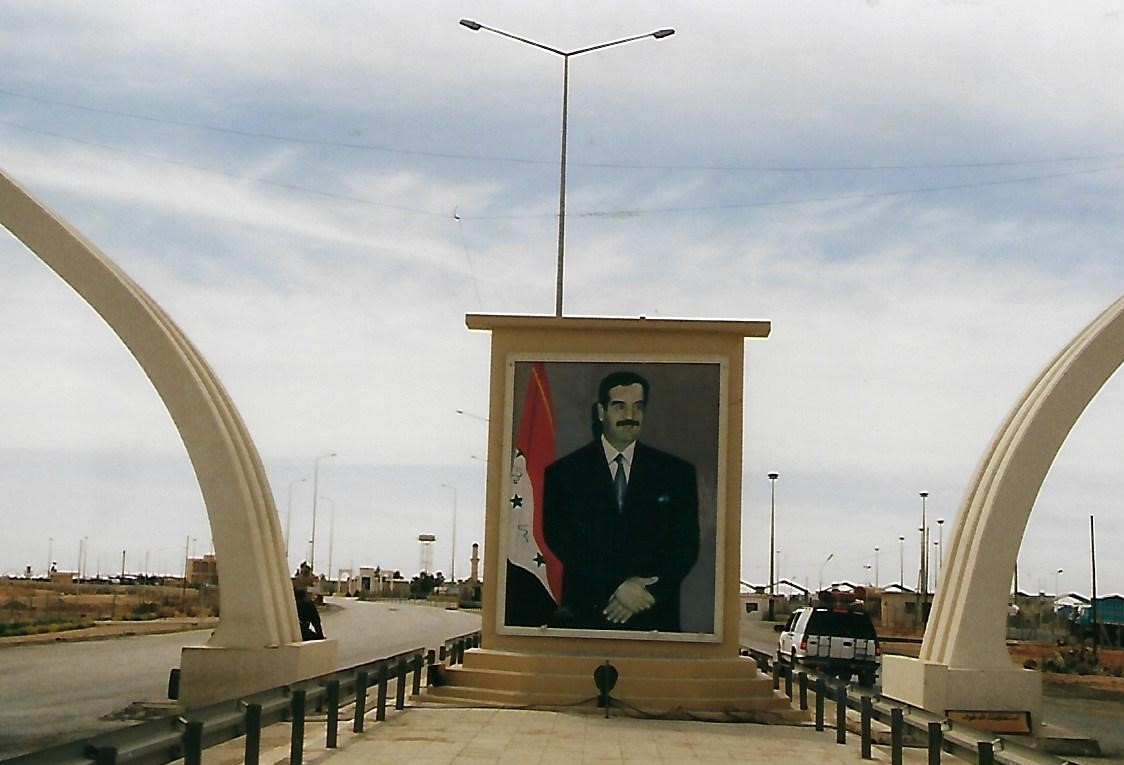
Grenzübergang Jordanien–Irak (2001)

Die Route 10 ist seit jeher eine der wichtigsten Transitroute und strategisch wichtiger Weg in den Irak. Da sie die einzige Ost-West-Route in der gesamten Region ist, ist die Bedeutung der Route 10 für Jordanien sehr hoch, und das, obwohl sie kaum durch bewohntes Gebiet führt. In den 80er Jahren wurde die Straße in den Irak als eine Autobahn ertüchtigt, auf der jordanischen Seite wurde sie nicht ausgebaut, da die Verkehrsintensität nicht so hoch war. Jedoch wurde 2005 der vierspurige Ausbau westlich von Irbid in Richtung Route 65 ausgedehnt, 2011 ist der Abschnitt zwischen al-Buwayda und al-Mafraq auf vier Fahrspuren eröffnet wurden.

## Großstädte an der Autobahn
- Irbid
- al-Mafraq
- Tarbil